# Фахфах, Элиас
Элиас Фахфах (араб. إلياس الفخفاخ‎); род. 1972) — тунисский государственный деятель, премьер-министр Туниса (2020 год).

## Биография
Родился в 1972 году в Тунисе, в 1995 году окончил Национальную инженерную школу в Сфаксе по специальности «инженер-механик», затем получил две степени магистра во Франции — первую по инженерному делу (в Национальном институте прикладных наук в Лионе.), а вторую, в университете Эври Валь д'Эссонн (находится в Эври, входит в систему университета Париж-Сакле), по деловому администрированию.
В 27 лет начал работать в корпорации Total, в 2004 году возглавил операции компании в Польше. В 2006 году вернулся в Тунис и руководил местным предприятием, производящим автомобильные запчасти на экспорт.

### Политическая карьера
Пришёл в политику после революции 2010—2011 годов, приняв в качестве кандидата социал-демократической партии «Демократический форум за труд и свободы» участие в парламентских выборах и получив по их итогам мандат депутата Тунисского национального учредительного собрания. В сложившейся после выборов политической ситуации ДФТС заключил коалиционное соглашение с Партией возрождения и Конгрессом за Республику (этот союз получил русское название — «Тройка»).
24 декабря 2011 года при формировании правительства Хамади Джебали Фахфах получил портфель министра туризма.
19 декабря 2012 года в дополнение к имеющейся должности назначен в том же правительстве министром финансов.
13 марта 2013 года при формировании правительства Али Лараеда Фахфах сохранил только портфель министра финансов и занимал эту должность весь период деятельности кабинета — до 29 января 2014 года.
Коалиция «Тройка» распалась после парламентских выборов 26 октября 2014 года — первых выборов на основе новой Конституции, по итогам которых был сформирован постоянный парламент — Собрание народных представителей.
В 2019 году выставил свою кандидатуру на президентских выборах от партии «Демократический форум за труд и свободы», но выбыл из борьбы после первого тура, получив 0,34 % голосов.
6 октября 2019 года состоялись выборы в парламент, по итогам которых ни одна партия не получила абсолютного большинства голосов, а ДФТС вновь остался без депутатских мандатов, как после выборов 2014 года.

### В должности премьер-министра
20 января 2020 года президент Каис Саид поручил Фахфаху формирование нового правительства.
В ночь на 27 февраля 2020 года парламент большинством 129 голосов против 77 при одном воздержавшемся проголосовал за доверие правительству Фахфаха. В него вошли тридцать министров и два государственных секретаря, в большинстве независимых. Тем не менее, Партия возрождения получила 7 портфелей (остальные — не больше трёх). Среди 15 партийных министров есть представители левых партий — Демократического течения и Народного движения, однако правительство включает только шесть женщин. Основными задачами кабинета названы борьба с преступностью и терроризмом, с ростом цен и бедностью, а также с коррупцией; необходимо обеспечить рост экономики и количества рабочих мест.
15 июля 2020 года Фахфах подал в отставку после того, как Партия возрождения (Аннахда), входящая в правительственную коалицию, но подвергавшая премьера критике и обвинявшая его в коррупции, инициировала в парламенте голосование о доверии кабинету (за вотум недоверия выступили также небольшая исламистская «Коалиция достоинства», или Аль-Карама, и «Сердце Туниса», или Кальб-Тунис, Набиля Каруи).